# 頑皮家族 (電影)
《頑皮家族》（Funny Family）是1986年的台灣喜劇電影，由朱延平導演，蓝心湄、胡自雄（胡瓜）、大岛由加利、素珠、陳慧樓演出。

## 劇情
胡狗蛋（胡瓜飾演）和藍阿妹（蓝心湄飾演）兩人都在單親家庭長大，且為青梅竹馬，但雙方的家庭都是功夫世家，且狗蛋的父親（陳慧樓飾）和藍阿妹的母親（素珠飾）兩家水火不容。胡狗蛋和藍阿妹受託進城尋找各自失散多年的母親和父親，進城後二人因故進入警局，發現狗蛋的母親已和阿妹的父親結婚，經營體育用品店，體育用品店受到日本公司的競爭，因此胡狗蛋和藍阿妹決定一起幫助體育用品店。

## 迴響
本片和大片《龍兄虎弟》同期上映，票房甚差，一度使朱延平的新電影企劃無投資者問津。

## 外部連結
- 豆瓣电影上《頑皮家族》的資料 （简体中文）
- 互联网电影数据库（IMDb）上《Wan pi jia zu》的资料（英文）
- 開眼電影網上《頑皮家族》的資料（繁體中文）